# Paraurti
Il paraurti è una parte della carrozzeria di un veicolo la cui funzione è quella di prevenire, limitare o attutire i danni di una collisione a bassa velocità. Non sono in grado di ridurre i danni causati da impatti ad alte velocità.

## Descrizione

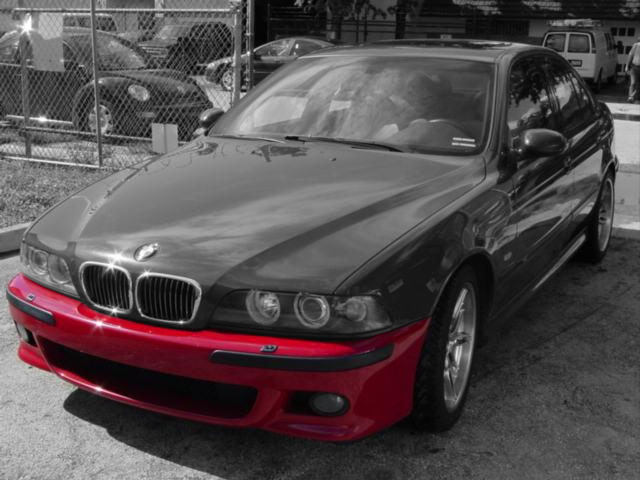
Paraurti anteriore evidenziato in rosso su una BMW Serie 5

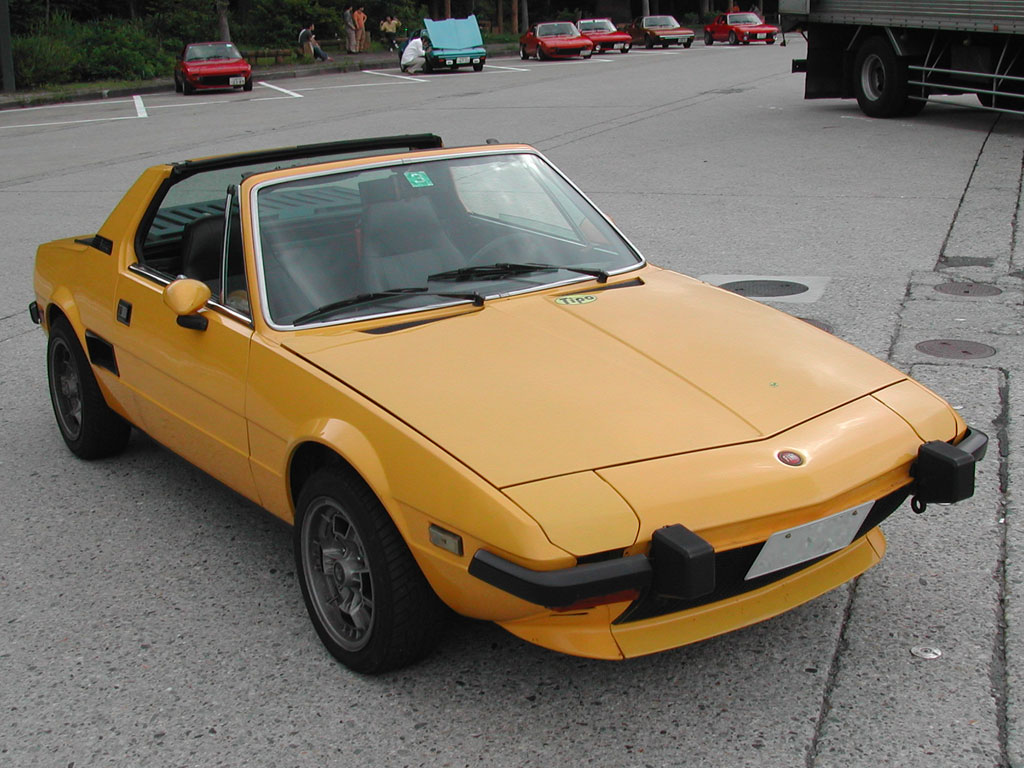
Fiat X1/9 con paraurti anteriore e posteriore muniti di rostri

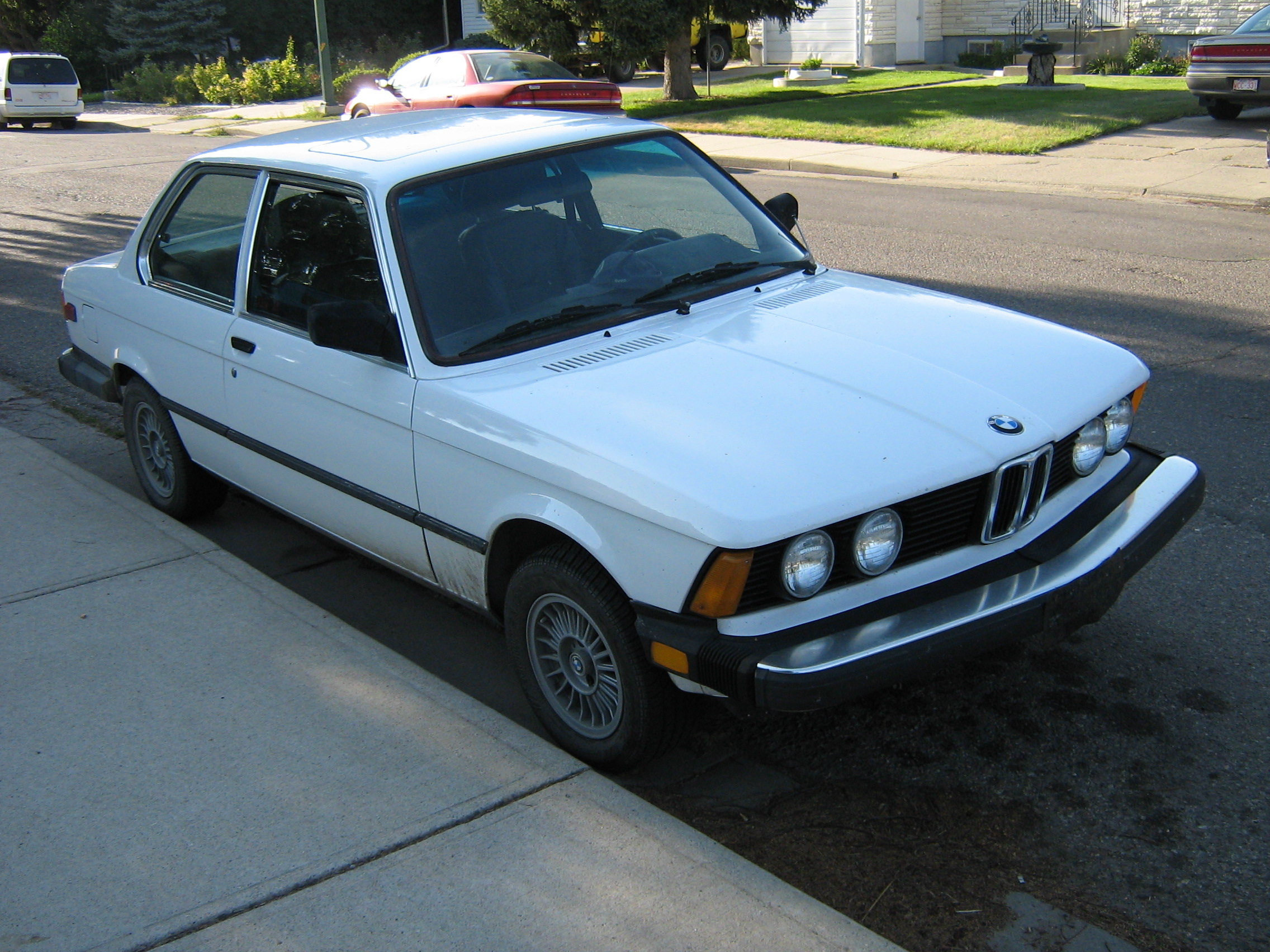
BMW E21 in configurazione USA, con paraurti anteriore e posteriore ad assorbimento

I paraurti assorbono gli urti attraverso una deformazione del materiale di cui sono costituiti. Questa deformazione può essere elastica o plastica. La prima è reversibile, mentre la seconda è irreversibile.
In passato i paraurti erano un elemento distaccato dalla carrozzeria, infatti sporgevano da essa ed erano collegati tramite due supporti, successivamente i paraurti vennero integrati, ma erano sempre sporgenti rispetto alla linea della carrozzeria, soprattutto nella versione ad assorbimento in uso negli USA, mentre nelle auto moderne sono pressoché invisibili in quanto non alterano la linea del mezzo.
I paraurti possono essere dotati di rostri, delle sporgenze più o meno rigide e removibili, che estendono la protezione del paraurti.
Nelle auto moderne i paraurti sono spesso verniciati in tinta con la carrozzeria ed il loro anche lieve danneggiamento compromette, se non si procede a riverniciatura, l'estetica del veicolo.

## Legislazione
- CEE-R42 in Europa
- US-Part 581 negli Stati Uniti d'America
- Canada CMVSS 215 in Canada